# Лермонтовский бульвар
Лермонтовский бульвар — бульвар в Геленджике. Проходит, следуя береговой линии, от Садовой улицы до Приморского бульвара (как продолжение).

## Лермонтовский бульвар (Геленджик)

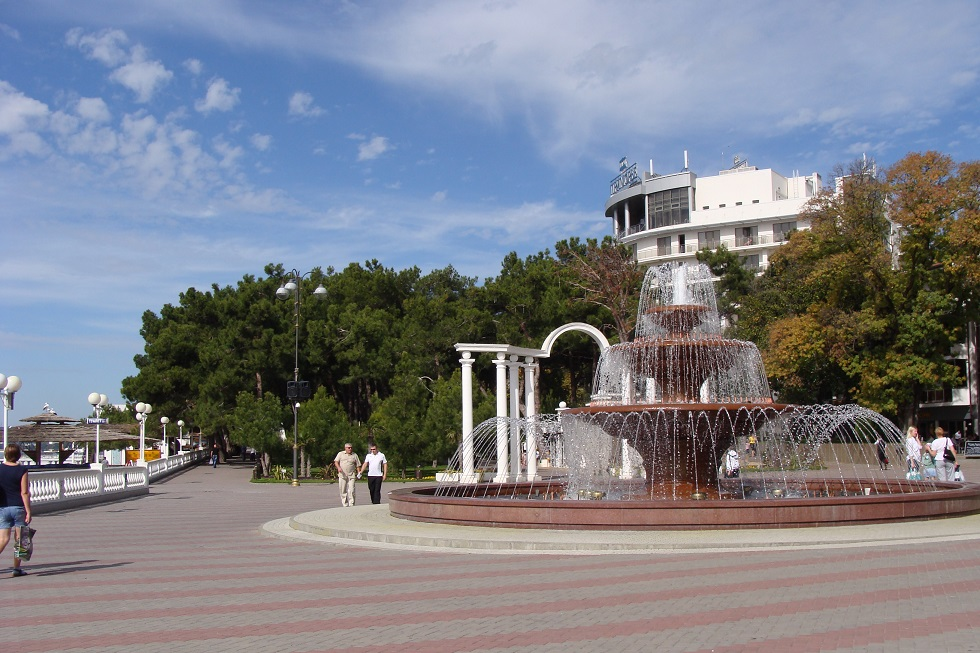
Начало Лермонтовского бульвара

Лермонтовский бульвар является одной из самых красивых частей курортной набережной города Геленджика. Под тенью знаменитых пицундских сосен Лермонтовский бульвар протянулся от ул. Садовой, где памятник М. Ю. Лермонтову, до гостиничного комплекса «Белый Дом», где плавно переходит в Приморский бульвар. Бульвар очень красивый, украшенный красивыми клумбами, скульптурами, фонтанами. На бульваре большое количество кафе и ресторанов.
Большую роль в сохранении нынешнего вида Лермонтовского бульвара сыграл в 70-е годы Первый секретарь Геленджикского горкома КПСС Н.Погодин. (В частности по его распоряжению бригады строителей получали премию за каждое сохранённое дерево при прокладке канализации в Геленджике.)
Второе рождение Лермонтовский бульвар получил во время последней реконструкции набережной Геленджика после запустения 90-х годов.

## История названия
Название Лермонтовского бульвара связано с именем М. Ю. Лермонтова. По некоторым сведениям он бывал в Геленджике. Считается, что в сентябре 1837 года Лермонтов попал в Геленджик, где тогда располагалась ставка генерала Вельяминова, морским транспортом из Тамани. И в произведениях М. Ю. Лермонтова указывается Геленджик, как цель морского путешествия.
Пицундские сосны появились на набережной Геленджика в 50-е годы, когда на субботниках их сажали комсомольцы и молодёжь города. Эти посадки назывались «Комсомольские аллеи», но название это не прижилось.

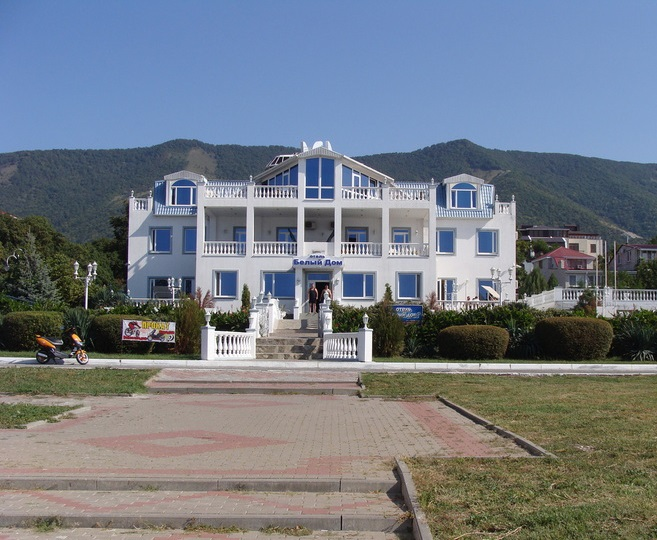
Гостиничный комплекс «Белый дом» в конце Лермонтовского бульвара

## Месторасположение
Россия, Краснодарский край, город Геленджик.

Яндекс карты: https://maps.yandex.ru/-/CVGZbJoS 

Google: https://www.google.ru/maps/@44.5667328,38.0731178,17z 

Координаты: N44 33.906 E38 4.59.

Там, где к набережной спускается ул. Садовая стоит белоснежная «Арка Любви» и пройдя под ней окажетесь на Лермонтовском бульваре. В 2012 г. на площади около арки установлен фонтан. Лермонтовский бульвар тянется в сторону Тонкого мыса на несколько километров и переходит в Приморский бульвар.